# Robinzoniada, anu chemi ingliseli Papa
Robinzoniada, anu chemi ingliseli Papa è un film del 1986 diretto da Nana Džordžadze, vincitore della Caméra d'or per la miglior opera prima al 40º Festival di Cannes.

## Riconoscimenti
- Festival di Cannes 1987
  - Caméra d'or